# Campeonato de Fútbol de Nueva Zelanda
El Campeonato de Fútbol de Nueva Zelanda (en inglés: New Zealand Football Championship), conocido por razones de patrocinio como ISPS Handa Premiership y comúnmente abreviado como NZFC o IHP, fue la máxima categoría de fútbol en Nueva Zelanda hasta 2021, año en el que se fundó la nueva Liga Nacional de Nueva Zelanda, su sucesora.
Se fundó en 2004 para reemplazar a la National League. A diferencia de su antecesor, este torneo no interfiere con las ligas regionales de invierno ya que se disputa de noviembre a abril, los meses de verano del país. Aunque al principio estaba compuesto exclusivamente por franquicias, en 2016 se la abrió las puertas a los clubes interesados en participar tanto en el campeonato como en una competición regional.
Es una competencia cerrada, al no contar con un sistema de ascensos y descensos. Consta con dos instancias: primero se disputa la fase regular, en las que todos los equipos participantes se enfrentan entre sí en un sistema de todos contra todos; posteriormente, los cuatro mejor posicionados en la tabla se clasifican a los playoffs, en donde se define el campeón por eliminación directa.
Participan diez conjuntos: Auckland City, Canterbury United, Eastern Suburbs, Hamilton Wanderers, Hawke's Bay United, Southern United, Tasman United, Team Wellington, Waitakere United y Wellington Phoenix Reserves. En un principio la liga estaba compuesta por ocho elencos, pero se expandió al número actual en 2016. Existen también varios clubes que ya no participan por diversas razones: WaiBOP United, Wanderers y YoungHeart Manawatu. 
De todos ellos, el Auckland City y el Waitakere United han logrado proclamarse campeones en siete y cinco ocasiones respectivamente. Recién en la temporada 2015-16 otro club pudo conquistar el título, en este caso el Team Wellington. Al haber sido durante los primeros años de la competencia los únicos clubes de la Región de Auckland y los únicos capaces de alzarse con el trofeo, el partido entre ellos se denomina el clásico de Auckland. Aunque existen otros encuentros que reciben también la denominación de derby, dicho enfrentamiento es la única rivalidad genuina del torneo.
Su organización está a cargo de la Asociación de Fútbol de Nueva Zelanda, el ente futbolístico del país. En Nueva Zelanda la competición es televisada por Sky Sports, que muestra en vivo dos encuentros por fecha. Aunque el estatus oficial de la liga es amateur, algunos clubes entregan recompensas monetarias a sus jugadores, por lo que algunos periodistas la consideran un torneo semiprofesional.

## Historia

### Antecedentes
El primer torneo que involucró a todos los equipos de fútbol en Nueva Zelanda fue la Copa Chatham. Fundada en 1923, el torneo sobre la base de eliminación directa se convirtió en la competencia más prestigiosa del país. Sin embargo, la primera liga nacional surgió recién en 1970. La National Soccer League llegó a contar con 14 equipos, pero por razones económicas no perduró más allá de 1992. Al año siguiente se formó la Superclub Competition, que fue la primera en contar con el sistema de playoffs una vez terminada la fase regular. El formato, sin embargo, solo subsistió hasta 1995, ya que en 1996 se formó la National Summer Soccer League. En 1999 el campeonato se transformó en Islands Leagues para finalmente convertirse en la National Club Championship, sistema que existió hasta 2003. La razón de los constantes cambios de formato, nombre y equipos eran los debates que existían dentro de la comunidad futbolística sobre en qué momento del año debía ser disputada; si los clubes no deberían ser cambiados, contar con limitados ascensos y descensos o redefinirse cada año a partir del desempeño en las competiciones regionales; y que formato era el más adecuado para colaborar con el correcto desarrollo de los jugadores.

### Creación del torneo y problemas económicos
El 6 de abril de 2004 la Asociación de Fútbol de Nueva Zelanda anunció la creación de un nuevo campeonato de liga: el New Zealand Football Championship. A diferencia de los formatos anteriores, el torneo fue pensado para incluir ocho franquicias fundadas exclusivamente para el torneo, que utilizaban los mejores jugadores provenientes de los clubes de las ligas regionales. Se recibieron once candidaturas para establecer los clubes fundacionales, por lo que tres debieron ser rechazadas. Los ocho clubes originales fueron: Auckland City, Canterbury United, Napier City Rovers, que luego de una temporada cambió su denominación a Hawke's Bay United, Otago United, Team Wellington, Waikato, Waitakere United y YoungHeart Manawatu. Entre los rechazados figuraban un segundo equipo en Wellington, un tercero en Auckland y otro en Tauranga. Aunque los dos últimos no cumplían con las exigencias mínimas, el elenco wellingtoniano sí, por lo que inició un proceso judicial contra la NZF. Sin embargo, esto más adelante fue desestimado y los clubes que estaban detrás de la candidatura transmitieron su apoyo al Team Wellington.
En un principio el formato constaba de un sistema de todos contra todos a tres ruedas, con 21 partidos en total por cada club. Luego, el segundo y el tercero disputaban una final preliminar, y el ganador de dicho encuentro la final por el título ante el primero de la fase regular. Aunque en la temporada 2005-06 el número de equipos participantes de los playoffs fue cinco, este sistema perduró hasta la edición 2008-09, en la que el número de encuentro se redujo a 14 y la cantidad de equipos en los playoffs se aumentó a cuatro. Esto se debió más que nada a problemas económicos, ya que algunos clubes no podían hacer frente a los gastos. En ese lapso de tiempo, el Auckland City había ganado el torneo en tres oportunidades y volvería coronarse campeón con el nuevo formato en 2009. El Waitakere United, por su parte, había conseguido ganar la final en 2007-08.
Previo al inicio del campeonato 2009-10, cuando las licencias de las ocho franquicias debían ser renovadas, el Canterbury United, que había sido último en las ediciones de 2007-08 y 2008-09, anunció que abandonaría la competición, aunque más adelante se decantó por continuar participando. Sin embargo, los problemas económicos que las franquicias seguían sufriendo llevaron a los organizadores a buscar posibles equipos en Manukau o North Shore como eventuales reemplazos si uno de los conjuntos abandonaba el torneo. Sin embargo, finalmente esto no fue necesario.

### Primer cambio de equipos
El Waitakere United obtuvo cuatro títulos consecutivos entre 2009 y 2013. Entre medio, la Asociación de Fútbol de Nueva Zelanda consideró la necesidad de un cambio de equipos y, en 2012, abrió la puerta a la presentación de candidaturas de todo el país para una posible expansión del torneo. En 2013 se anunció que la licencia del YoungHeart Manawatu, último en los torneos de 2010-11, 2011-12 y 2012-13, no sería renovada. Su lugar, a pesar de que existían cinco proyectos de clubes, sería tomado por el Wanderers, un club formado por jugadores elegibles para disputar la Copa Mundial Sub-20 de 2015, que tuvo lugar en Nueva Zelanda, y financiada por la misma NZF; buscando aumentar la competitividad del seleccionado neozelandés para el torneo. A su vez, el Otago United fue renombrado como Southern United y el Waikato, reestructurado, pasó a recibir la denominación de WaiBOP United.
En 2014 se produjo la primera alteración en el número de equipos, aumentándose a nueve. El Wellington Phoenix Reserves, equipo reserva de los Nix, único equipo profesional del país que participa en la A-League de Australia, fue agregado. Con este cambio la fase regular de la temporada 2014-15 constó de 16 fechas, aunque lo demás se mantuvo igual. Sin embargo, en 2015 el número de participantes volvió a ser de ocho al disolverse el Wanderers, cuyo propósito principal, el Mundial Sub-20, ya había sido cumplido. El Auckland City, que había sido campeón la edición anterior, volvió a alzarse con el título.

### Expansión
Durante el 2015 la Asociación de Fútbol de Nueva Zelanda sometió a una seria revisión a la ASB Premiership. Considerado que las licencias de los ocho clubes vencían al finalizar la edición 2015-16, el ente neozelandés llamó a toda entidad interesada, incluyendo a los clubes que participan en las ligas regionales, a presentar una candidatura para una eventual expansión a diez equipos, con el objetivo de volver a tener una fase regular con tres ruedas y un total de 27 partidos para 2018. Luego de recibir siete candidaturas, se anunció a en diciembre de 2015 que el Tasman United, una franquicia radicada en Nelson y el Eastern Suburbs, en ese entonces vigente campeón de la Northern League y la Copa Chatham serían agregados al torneo. Por otra parte, al admitirse la participación de clubes y no necesariamente franquicias como había sido anteriormente, el WaiBOP United cedió su lugar al Hamilton Wanderers, competidor de la Northern League, para que lo remplazara. Además del evento de la expansión, el Team Wellington se convirtió en el primer equipo además del Auckland y el Waitakere en alzarse con el título tras ganar la final a los Navy Blues por 4-2. Ya con 10 equipos participantes, la final de la edición 2016-17 fue igual a la de su antecesor, el Wellington derrotó por 2-1 al Auckland y obtuvo su segundo título.

## Desaparición
La Asociación de Fútbol de Nueva Zelanda anunció que crearía la New Zealand National League para tener 30 equipos en tres ligas regionales de Nueva Zelanda.

## Formato
La competición fue una liga cerrada a diez franquicias deportivas, que representan a las regiones más pobladas del país y están controladas por consorcios de clubes. Hay una liga regular, con dos rondas a ida y vuelta, y reglamento FIFA. Al término de la misma, los cuatro mejores se clasifican para una ronda eliminatoria, a dos partidos en semifinales y una gran final a encuentro único, que se celebra en el estadio del equipo mejor posicionado en la tabla de la fase regular. No hay ascensos ni descensos.
El equipo que vence en la gran final se proclama campeón de liga, y representará a Nueva Zelanda en la Liga de Campeones de la OFC. Del mismo modo, el campeón de la fase regular también obtiene una plaza, y en caso de que un club sea el ganador de la fase regular y los play-offs, la plaza pasa para el perdedor de la final. El campeonato se disputa en los meses de verano, desde noviembre hasta abril, para no coincidir con los torneos amateurs de invierno, en los que participan los clubes y asociaciones que controlan las franquicias.
El campeón y el ganador de la fase regular disputan la Charity Cup, la supercopa neozelandesa, a principios de la siguiente temporada.

## Equipos participantes

### Temporada 2020-21
Listado de los 8 equipos que disputan el torneo.
| Equipo                    | Ciudad                      | Fundación  | Estadio               | Capacidad    | Entrenador(es)   | Año ingreso     |      |
| ------------------------- | --------------------------- | ---------- | --------------------- | ------------ | ---------------- | --------------- | ---- |
| Auckland City FC          | Auckland                    | 2004       | Kiwitea Street        | 6000         | Ramon Tribulietx | 2004            |      |
| Canterbury United Dragons | Christchurch                | 2004       | ASB Football Park     | 8000         | Willy Gerdsen    | 2004            |      |
| Eastern Suburbs           | Auckland                    | 1934       | Bill McKinlay Park    | 5000         | Danny Hay        | 2016            |      |
| Hamilton Wanderers        | Hamilton                    | 1913       | Porritt Stadium       | 2700         | Ricki Herbert    | 2016            |      |
| Hawke's Bay United        | Napier                      | 2004       | Bluewater Stadium     | 4000         | Brett Angell     | 2004            |      |
| Team Wellington           | Wellington                  | 2004       | David Farrington Park | 2000         | José Figueira    | 2004            |      |
| Waitakere United          | Waitakere                   | 2004       | Trusts Stadium        | 4900         | Chris Milicich   | 2004            |      |
| Los brr brr patapim       | Wellington Phoenix Reserves | Wellington | 2014                  | Newtown Park | 5000             | Chris Greenacre | 2014 |

### Equipos anteriores
| Equipo                 | Ciudad           | Fundación | Estadio           | Capacidad | Último entrenador | Año ingreso | Año desafiliación |
| ---------------------- | ---------------- | --------- | ----------------- | --------- | ----------------- | ----------- | ----------------- |
| WaiBOP United          | Hamilton         | 2016      | John Kerkhof Park | 2700      | Peter Smith       | 2004        | 2016              |
| Wanderers Special Club | Auckland         | 2013      | North Harbour     | 25 000    | Darren Bazeley    | 2013        | 2015              |
| YoungHeart Manawatu    | Palmerston North | 2004      | Memorial Park     | 8000      | Stu Jacobs        | 2004        | 2013              |

## Campeonatos
| Temporada | Campeón             | Resultado        | Subcampeón            | Primero fase regular |
| --------- | ------------------- | ---------------- | --------------------- | -------------------- |
| 2004-05   | Auckland City FC    | 3 - 2            | Waitakere United      | Auckland City FC     |
| 2005-06   | Auckland City FC    | 3 - 3 (4-3 pen.) | Canterbury United FC  | Auckland City FC     |
| 2006-07   | Auckland City FC    | 3 - 2            | Waitakere United      | Waitakere United     |
| 2007-08   | Waitakere United    | 2 - 0            | Team Wellington FC    | Waitakere United     |
| 2008-09   | Auckland City FC    | 2 - 1            | Waitakere United      | Waitakere United     |
| 2009-10   | Waitakere United    | 3 - 1            | Canterbury United FC  | Auckland City FC     |
| 2010-11   | Waitakere United    | 3 - 2            | Auckland City FC      | Waitakere United     |
| 2011-12   | Waitakere United    | 4 - 1            | Team Wellington FC    | Auckland City FC     |
| 2012-13   | Waitakere United    | 4 - 3 (t. e.)    | Auckland City FC      | Waitakere United     |
| 2013-14   | Auckland City FC    | 1 - 0            | Team Wellington FC    | Auckland City FC     |
| 2014-15   | Auckland City FC    | 2 - 1            | Hawke's Bay United FC | Auckland City FC     |
| 2015-16   | Team Wellington FC  | 4 - 2 (t. e.)    | Auckland City FC      | Auckland City FC     |
| 2016-17   | Team Wellington FC  | 2 - 1            | Auckland City FC      | Auckland City FC     |
| 2017-18   | Auckland City FC    | 1 - 0            | Team Wellington FC    | Auckland City FC     |
| 2018-19   | Eastern Suburbs AFC | 3 - 0            | Team Wellington FC    | Auckland City FC     |
| 2019-20   | Auckland City FC    | Liga             | Team Wellington FC    | Auckland City FC     |
| 2020-21   | Team Wellington FC  | 4 - 2            | Auckland City FC      | Auckland City FC     |